# Estadio Heraclio Tapia
Das Estadio Heraclio Tapia (voller Name: Estadio Municipal Heraclio Tapia León) ist ein Fußballstadion in der peruanischen Stadt Huánuco, Region Huánuco. Es ist die Heimspielstätte des Fußballvereins León de Huánuco und der Alianza Universidad. Das Stadion bietet 28.000 Menschen Platz.
2011 nutzte der damalige peruanische Vizemeister León de Huánuco das Stadion auch für Spiele in der Copa Libertadores 2011.